# Otpor!

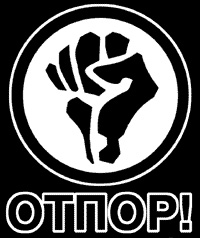
Logo di Otpor!

Otpor! (in serbo Отпор!?, «Resistenza!») fu un movimento sociale e poi partito politico serbo attivo dal 1998 al 2004 nell'allora Repubblica Federale di Jugoslavia.
Nei suoi primi anni di vita (1998-2000), Otpor! nacque come un gruppo di attivisti serbi che si opponeva alla presidenza di Slobodan Milošević attraverso azioni nonviolente e di resistenza passiva. Il culmine delle iniziative furono le proteste seguite alla decisione di Milošević di non riconoscere il risultato delle elezioni presidenziali del 2000, vinte dal candidato dell'Opposizione Democratica di Serbia Vojislav Koštunica.
In seguito alla deposizione di Milošević, Otpor! si trasformò in un'organizzazione di monitoraggio delle attività democratiche, lanciando varie campagne civiche contro la corruzione. Nell'autunno del 2003, si trasformò brevemente in partito politico in occasione delle elezioni parlamentari del 2003, raccogliendo solo l'1,7% dei voti e fermandosi ben al di sotto della soglia di sbarramento del 5%, necessaria per essere rappresentati nel neo-costituito parlamento serbo.
Nel settembre 2004, fu deciso lo scioglimento del partito. Parte dei suoi membri confluirono nel Partito Democratico, guidato all'epoca da Boris Tadić.